# Thomas van den Houten
Thomas van den Houten (Goes, 20 juli 1990) is een Nederlands voetballer, die bij voorkeur als verdediger uitkomt. Hij kwam tussen 2015 en 2017 uit voor Telstar.

## Clubcarrière
Van den Houten speelde in de jeugdopleiding van Kloetinge en RBC Roosendaal, waarna hij verkaste naar het Belgische Olympic Charleroi. Na een seizoen vertrok hij echter naar zijn geboortestad om te gaan spelen bij VV Goes in de Eerste klasse. In 2012 verliet hij VV Goes, om te gaan voetballen bij HSV Hoek, dat destijds uitkwam in de Hoofdklasse. In het seizoen 2013-2014 dwong hij promotie naar de Topklasse af met Hoek. Van den Houten speelde op 30 oktober 2013 de hele wedstrijd namens de club in de bekerwedstrijd tegen Feyenoord. De wedstrijd werd met 3-0 verloren.
Ondanks dat hij eerder kenbaar maakte bij Hoek te blijven, tekende hij op 6 mei 2015 een contract op amateurbasis bij SC Telstar, de nummer vijftien van het voorgaande seizoen in de Eerste divisie. Van den Houten maakte op 10 augustus 2015 zijn debuut voor Telstar. Hij begon in de competitiewedstrijd tegen RKC Waalwijk in de basis. In mei 2016 tekende hij een professioneel contract dat hem tot medio 2017 aan de club bond. Op 25 mei 2017 maakte Telstar bekend dat Van den Houten geen nieuw contract zou krijgen. Hij liep vervolgens stage bij FC Dordrecht, dat besloot om hem geen contract aan te bieden.
Van den Houten tekende op 9 augustus 2017 een contract voor één seizoen bij AFC, uitkomend in de Tweede divisie. In januari 2018 wilde FC Dordrecht de linksachter overnemen, maar doordat AFC een transfersom wenste ging er een streep door de transfer. In het seizoen 2018/19 werd Van den Houten met AFC kampioen van de Tweede divisie. In december 2019 werd bekend dat Van den Houten AFC in de zomer van 2020 verruilt voor SV Spakenburg. In januari 2020 kwam hij vervroegd naar Sportpark de Westmaat. Op 14 december 2020 maakte SV Spakenburg bekend dat het contract met Thomas van den Houten met één jaar was verlengd. Een kleine drie maanden later besloot de uit Goes afkomstige linksback toch zijn voetbalschoenen aan de wilgen te hangen, om zich volledig te kunnen richten op zijn maatschappelijke carrière.

## Clubstatistieken
| Seizoen | Club              | Land      | Competitie     | Competitie | Competitie | Beker | Beker | Totaal | Totaal |
| Seizoen | Club              | Land      | Competitie     | Wed.       | Dlp.       | Wed.  | Dlp.  | Wed.   | Dlp.   |
| ------- | ----------------- | --------- | -------------- | ---------- | ---------- | ----- | ----- | ------ | ------ |
| 2010/11 | Olympic Charleroi | België    | Derde Klasse B | 12         | 0          | 0     | 0     | 12     | 0      |
| 2011/12 | VV Goes           | Nederland | Eerste Klasse  |            |            |       |       |        |        |
| 2012/13 | HSV Hoek          | Nederland | Hoofdklasse    |            |            |       |       |        |        |
| 2013/14 | HSV Hoek          | Nederland | Hoofdklasse    | ?          | ?          | 3     | 1     |        |        |
| 2014/15 | HSV Hoek          | Nederland | Topklasse      | 20         | 1          | 0     | 0     | 20     | 1      |
| 2015/16 | Telstar           | Nederland | Eerste divisie | 30         | 0          | 2     | 0     | 32     | 0      |
| 2016/17 | Telstar           | Nederland | Eerste divisie | 13         | 0          | 1     | 0     | 14     | 0      |
| 2017/18 | AFC               | Nederland | Tweede divisie | 31         | 4          | 1     | 0     | 32     | 4      |
| 2018/19 | AFC               | Nederland | Tweede divisie | 23         | 1          | 2     | 0     | 25     | 1      |
| 2019/20 | AFC               | Nederland | Tweede divisie | 16         | 1          | 1     | 0     | 17     | 1      |
| 2019/20 | SV Spakenburg     | Nederland | Tweede divisie | 4          | 1          | 1     | 0     | 5      | 1      |
| 2020/21 | SV Spakenburg     | Nederland | Tweede divisie | 2          | 0          | 1     | 0     | 3      | 0      |